# Adriano Munoz
Adriano Afonso Thiel Munoz (Itapiranga, 23 luglio 1978) è un allenatore di calcio ed ex calciatore brasiliano, di ruolo attaccante.

## Carriera

### Club
Adriano giocò per Atlantis, Allianssi e poi firmò per il Sandefjord. Debuttò nella Tippeligaen il 10 settembre 2006, nella sconfitta per 2-0 contro il Rosenborg. Il 24 settembre segnò la prima rete, nel 3-2 inflitto al Viking.
Passò poi al Tromsø, per cui esordì il 30 marzo 2008: fu titolare nel pareggio per 1-1 sul campo del Lillestrøm. Il 3 agosto arrivarono le prime reti, con una doppietta nel 4-0 con cui la sua squadra superò il Rosenborg.
Passò successivamente all'Örebro. Il debuttò nella Allsvenskan fu datato 3 agosto 2009, subentrando a Eric Bassombeng nel pareggio per 1-1 contro lo Örgryte. La prima rete arrivò nel 2-0 con cui la sua squadra superò il Gefle.
Giocò poi nel Cruzeiro (RS) e in seguito nei Palloseura Kemi Kings.